# Абаканская инородческая управа
Абаканская инородная управа Минусинского округа (с 1898 — устаревшее) Енисейской губ. — исполнительный орган Абаканской степной думы. Образована в 1855 году после упразднения Качинской степной думы. В состав управы вошло коренное население административных родов:
- Шалошина I половины,
- Шалошина II половины,
- Тубинский,
- Тинский.

В 1864 году в её состав вновь вошла Июсская инородная управа.
Местонахождение управы — с. Усть-Абаканское. После Февральской  революции 1917 года инородная управа переименована в волостную земскую управу. Ликвидирована в январе 1920 года.